# Hormona juvenil

Hormonas juveniles

Las hormonas juveniles (HJ) son un grupo de sesquiterpenoides que regulan muchos aspectos de la fisiología de los insectos. Las HJ regulan el desarrollo, la reproducción, la diapausa y el polifenismo.

## Control del desarrollo
La hormona juvenil es producida por un par de glándulas endocrinas, los corpora allata. Está controlada por 1) alatotropinas, que son péptidos cortos que se ligan a los receptores de proteína-G y estimulan su producción, y 2) por alatostatinas que inhiben su síntesis. Hay tres clases de alatostatinas: alatostatina A, alatostatina B, y alatostatina C.
Las hormonas juveniles interactúan con la ecdisona y la vitelogenina. Durante el desarrollo si hay suficiente hormona juvenil la ecdisona induce mudas de larva a larva. Cuando baja el nivel de las HJ la ecdisona causa la formación de la pupa. La ausencia completa de HJs lleva a la formación del adulto.

## Regulación
La hormona se dispersa por medio de la hemolinfa y actúa en los tejidos sensibles a esta. Es principalmente degradada por las enzimas esterasa de hormona juvenil y epóxido hidrolasa de hormona juvenil. Ambas llevan a la supresión de las señales y respuestas de la hormona juvenil. Los tejidos sensitivos a la hormona juvenil pueden producir una o ambas enzimas.
Los neuropéptidos alatostatinas inhiben la producción de hormona juvenil y reducen el apetito.
La hormona juvenil estimula las glándulas accesorias del sistema reproductivo de machos adultos  promoviendo su crecimiento y producción de secreción. La producción de yema de huevo (vitelogénesis) en las hembras es también estimulada por HJs. Estas hormonas regulan el comportamiento reproductivo de ambos sexos.

### Reguladores del crecimiento de insectos
Los reguladores del crecimiento de los insectos (RCIs o IGRs en inglés) por ejemplo, reguladores de hormonas juveniles y de muda o sus análogos (juvenoides y ecdisoides), cuando son usados cuidadosamente pueden resultar útiles en el control del cultivo de insectos, por ejemplo en la sericultura. Además los ecdisoides también tienen otra variedad de usos como insecticidas, como herramientas bioquímicas en estudios de la expresión de genes, como agentes cicatricantes y anabólicos (agentes que potencian la síntesis de proteínas). El descubrimiento de que estas sustancias existen en plantas en cantidades significativas, ha hecho posible el uso de RCIs en cantidades sustanciales.[cita requerida]

## Uso como insecticida
Se usan análogos sintéticos de las hormonas juveniles para controlar algunas plagas. Impiden que las larvas se conviertan en adultos. Las HJ son costosas y la luz las degrada. Cuando el nivel de la HJ es elevado, la larva puede pasar por mudas que sólo produce una larva de mayor tamaño en vez de un adulto, interrumpiendo así el ciclo biológico normal. Un análogo,el  methopreno, ha sido aprobado por la Organización Mundial de la Salud (WHO) para uso en agua potable para el control de las larvas de mosquitos debido a que su toxicidad en los vertebrados es sumamente baja (LD50 >35.000 mg/kg en ratas).